# Yusuf Yazıcı
Yusuf Yazıcı (ur. 29 stycznia 1997 w Trabzonie) – turecki piłkarz występujący na pozycji pomocnika we francuskim klubu Lille OSC oraz w reprezentacji Turcji. Uczestnik Mistrzostw Europy 2020.

## Życiorys
Jest wychowankiem Trabzonsporu. Do seniorskiego zespołu tego klubu dołączył w 2015 roku. W rozgrywkach Süper Lig zadebiutował 7 lutego 2016 w przegranym 1:2 meczu z Akhisar Belediyesporem. 6 sierpnia 2019 odszedł za 16,5 miliona euro do francuskiego Lille OSC.
W reprezentacji Turcji zadebiutował 11 czerwca 2017 w wygranym 4:1 meczu z Kosowem. Do gry wszedł w 74. minucie, zmieniając Oğuzhana Özyakupa.

## Sukcesy

### Lille OSC
- Mistrzostwo Francji: 2020/2021
- Superpuchar Francji: 2021